# ポール・フェダーン
ポール・フェダーン（英: Paul Federn、1871年10月13日 - 1950年5月4日）は、アメリカ合衆国の医学者、精神科医、精神分析家。パウル・フェダーンと表記されることもある。
ジークムント・フロイトに直接師事した精神分析の先駆者の一人。自我心理学の発展に大きく貢献した。

## 関連人物
- ジークムント・フロイト